# 海の見える理髪店
『海の見える理髪店』（うみのみえるりはつてん）は、荻原浩による連作短編集。2016年3月25日に集英社から刊行され、のちに2019年5月17日に文庫化された。表題作を含む6編が収録されている。
2022年3月に表題作がNHK BS8Kでテレビドラマ化された（後述）。

## 収録作品
1. 海の見える理髪店
2. いつか来た道
3. 遠くから来た手紙
4. 空は今日もスカイ
5. 時のない時計
6. 成人式

## 書誌情報
- 萩原浩『海の見える理髪店』
  - 単行本：2016年3月25日発売、集英社、ISBN 978-4-08-771653-5
  - 文庫本：2019年5月17日発売、集英社文庫、ISBN 978-4-08-745872-5

## テレビドラマ
『海の見える理髪店』のタイトルで、2022年3月31日の金曜 17時00分 - 18時15分にNHK BS8Kで放送。なお、同年5月9日の月曜 21時00分 - 22時15分にNHK BSプレミアム・NHK BS4Kでも放送。主演は柄本明。
海辺の小さな町で理髪店を営む老店主と理髪店を訪れた若い男との1時間という限られた時間での静かで熱い邂逅を描く。

### キャスト
- 店主 - 柄本明
- 青年 - 藤原季節[2][3]
- 店主の最初の妻 - 玄理[4]
- 若い店主 - 尾上寛之[4]
- 店主の母 - 片岡礼子[4]
- 映画俳優 - 中島歩[4]
- 同僚の男 - 眞島秀和[2][3]
- 店主の2番目の妻 - 水野美紀[2][3]

### スタッフ
- 原作 - 荻原浩『海の見える理髪店』（集英社文庫 / 集英社刊）
- 脚本 - 安達奈緒子[2][3]
- 音楽 - 森優太
- 制作統括 - 後藤高久（NHKエンタープライズ）、訓覇圭（NHK）、榎本美華（東映）
- 演出 - 森ガキ侑大[2][3]